# Schulzentrum an der Alwin-Lonke-Straße
Das Schulzentrum des Sekundarbereichs II an der Alwin-Lonke-Straße (SZALS) ist eine staatliche Schule in Bremen-Burglesum.

## Bildungsgänge
Das Schulzentrum an der Alwin-Lonke-Straße bietet eine Vielzahl an Bildungsgängen der Sekundarstufe II an.
In den beruflichen Vollzeitschulen gibt es die einjährige Berufsoberschule (BOS), die einjährige und zweijährige Fachoberschule (FOS), die einjährige berufsvorbereitende Berufsfachschule (BFS) und die Berufsausbildung der Gestaltungstechnischen Assistenten.
Für das berufliche Gymnasium bietet die Schule zwei Profile an. Zum einen gibt es das Profil Architektur und Bautechnik und zum anderen gibt es das Profil Gestaltungs- und Medientechnik. Dazu kann man einen der drei angebotenen Leistungskurse wählen: Deutsch, Englisch, Mathematik.
Außerdem bietet das SZALS auch Duale Ausbildungen an und fungiert somit als Berufsschule.